# Burkhard Pingel

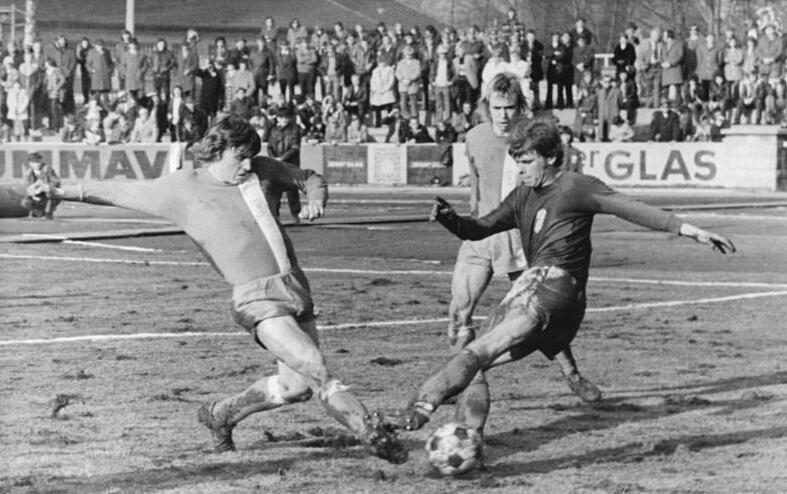
Burkhard Pingel (links) im Jahr 1976

Burkhard Pingel (* 4. Januar 1957 in Brandenburg an der Havel) ist ein ehemaliger Fußballspieler, der in der DDR-Oberliga für den Halleschen FC Chemie aktiv war.

## Spielerkarriere
Pingel kam am 24. Mai 1975 zu seinem ersten Oberligaeinsatz für den HFC. Ab der folgenden Saison spielte er regelmäßig für die Hallenser, meist in der Abwehr oder im defensiven Mittelfeld. Insgesamt kam er bis zur Saison 1982/1983 zu insgesamt 159 Oberligaeinsätzen, bei denen er 10 Tore erzielte. Von April 1983 bis Dezember 1984 leistete er seinen Reservistendienst bei der NVA ab und spielte in dieser Zeit für die ASG Vorwärts Dessau. Anschließend kehrte er zum HFC zurück, der inzwischen jedoch in der DDR-Liga spielte. Nach der Saison 1985/1986 beendete er seine aktive Laufbahn.

## Auswahl
Burkhard Pingel kam zu sechs Einsätzen in der U-21-Auswahl der DDR. Am 16. November 1976 weilte er zu einem Nachwuchsländerspiel in der Türkei und hätte sich mit seinen Hallenser Vereinskollegen Norbert Nachtweih und Jürgen Pahl in den Westen absetzen können. Er kehrte jedoch in die DDR zurück, da er heimatverbunden war und in der damaligen Situation damit rechnen musste, seine Verwandten nie wiederzusehen. Anstatt jedoch für seinen Treue belobigt zu werden, musste Pingel endlose Verhöre durch die Staatssicherheit über sich ergehen lassen und wurde zunächst nicht mehr für Auswahlmannschaften berücksichtigt.
Bei der U-21-Fußball-Europameisterschaft 1978 wurde Pingel im Finale gegen Jugoslawien, das die DDR knapp verlor, in beiden Spielen eingewechselt.

## Nach der Fußballkarriere
Burkhardt Pingel trainierte u. a. den HFC, VfL Halle 96 und Grün-Weiß Wolfen. Anschließend arbeitete er bei der Sächsischen Umwelt Consulting.